# Nové Dvory (Miličín)
Nové Dvory (Duits: Neuhof of Neuhof bei Miltschin) is een Tsjechische plaats in de gemeente Miličín, regio Midden-Bohemen, en maakt deel uit van het district Benešov. Het dorp ligt op 4,5 kilometer afstand van Miličín.
Nové Dvory telt 14 inwoners (2021).

## Geschiedenis
De eerste schriftelijke vermelding van het dorp dateert van 1790.
In 1960 werd Nové Dvory, samen met Miličín, ondergebracht in het district Benešov.

## Verkeer en vervoer

### Autowegen
Er leidt een regionale weg naar het dorp.

### Spoorlijnen
Er is geen station in Nové Dvory. Het dichtstbijzijnde station is in Mezno, op 4,5 kilometer afstand. Dat station ligt aan spoorlijn 220 (Praag -) Benešov - Tábor - České Budějovice. Het station werd, tezamen met de spoorlijn, in 1871 geopend.

### Buslijnen
Er is één bushalte in het dorp:
| Halte               | Lijn(en) | Traject(en)         | Vervoerder(s) |
| ------------------- | -------- | ------------------- | ------------- |
| Miličín, Nové Dvory | 568      | Miličín - Střezimíř | CŠAD Benešov  |

## Bezienswaardigheden
- Monumentale klokkentoren

## Galerij

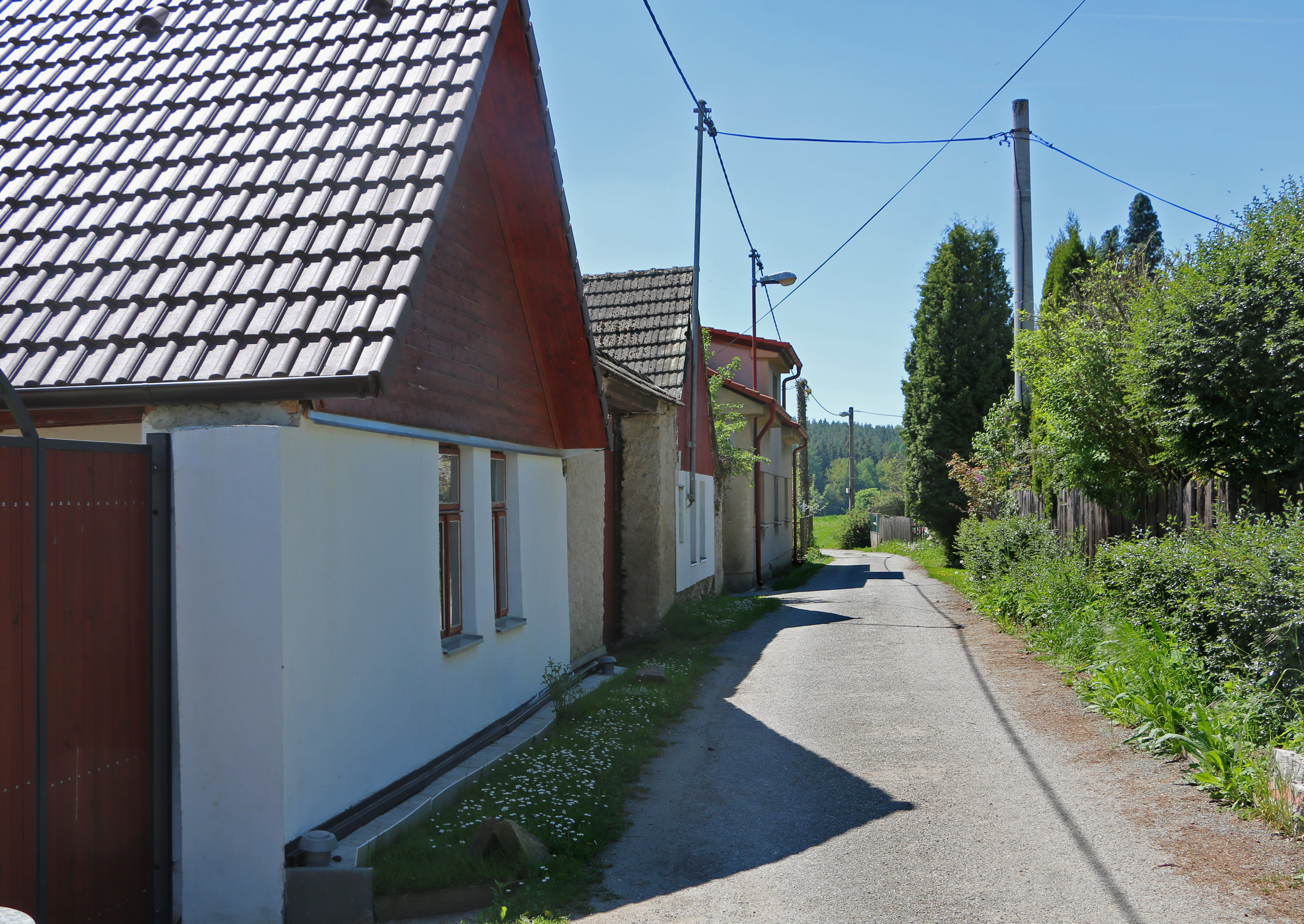
Zijstraat in het dorp (2017)
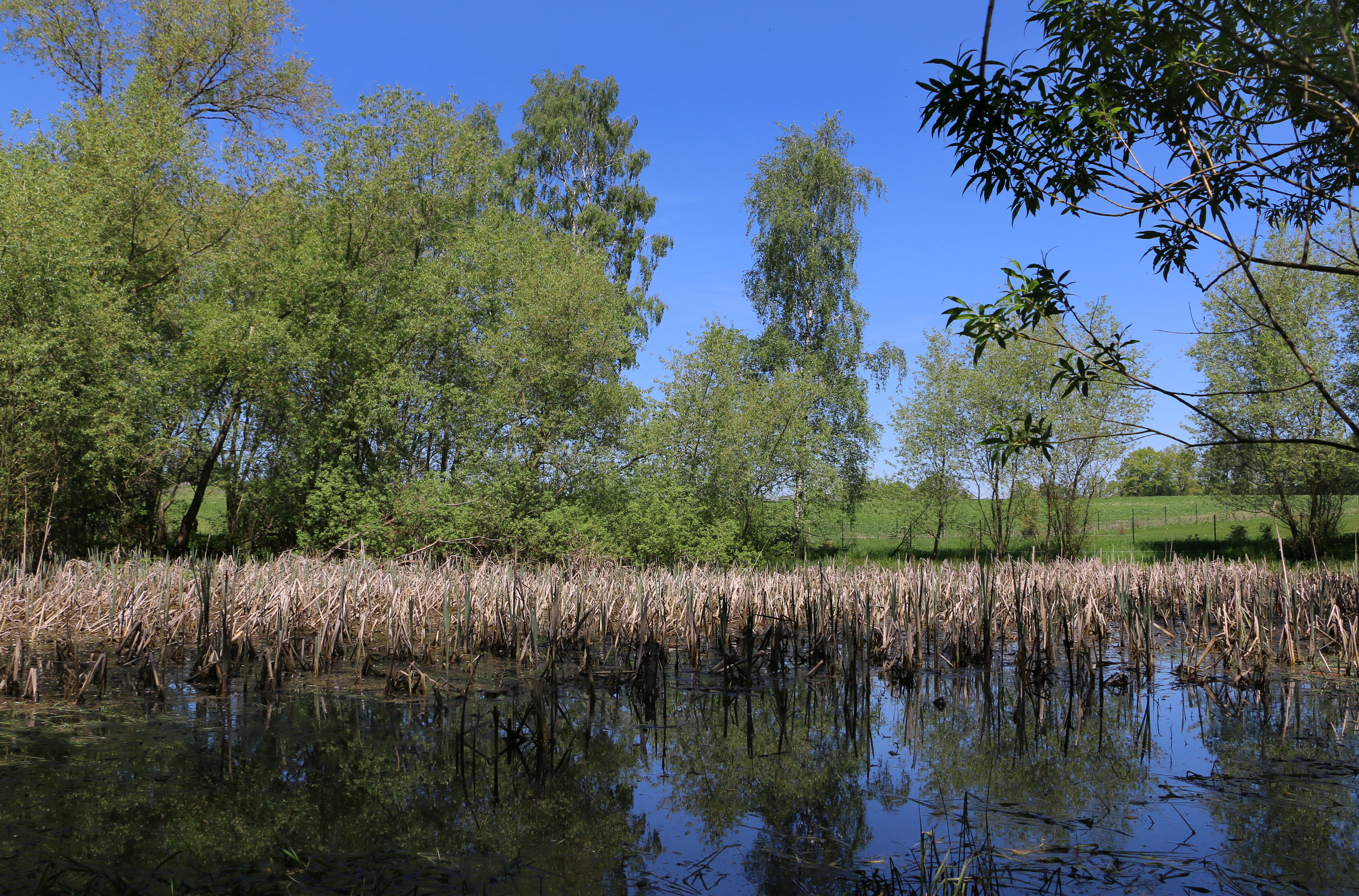
Dorpsvijver (2017)
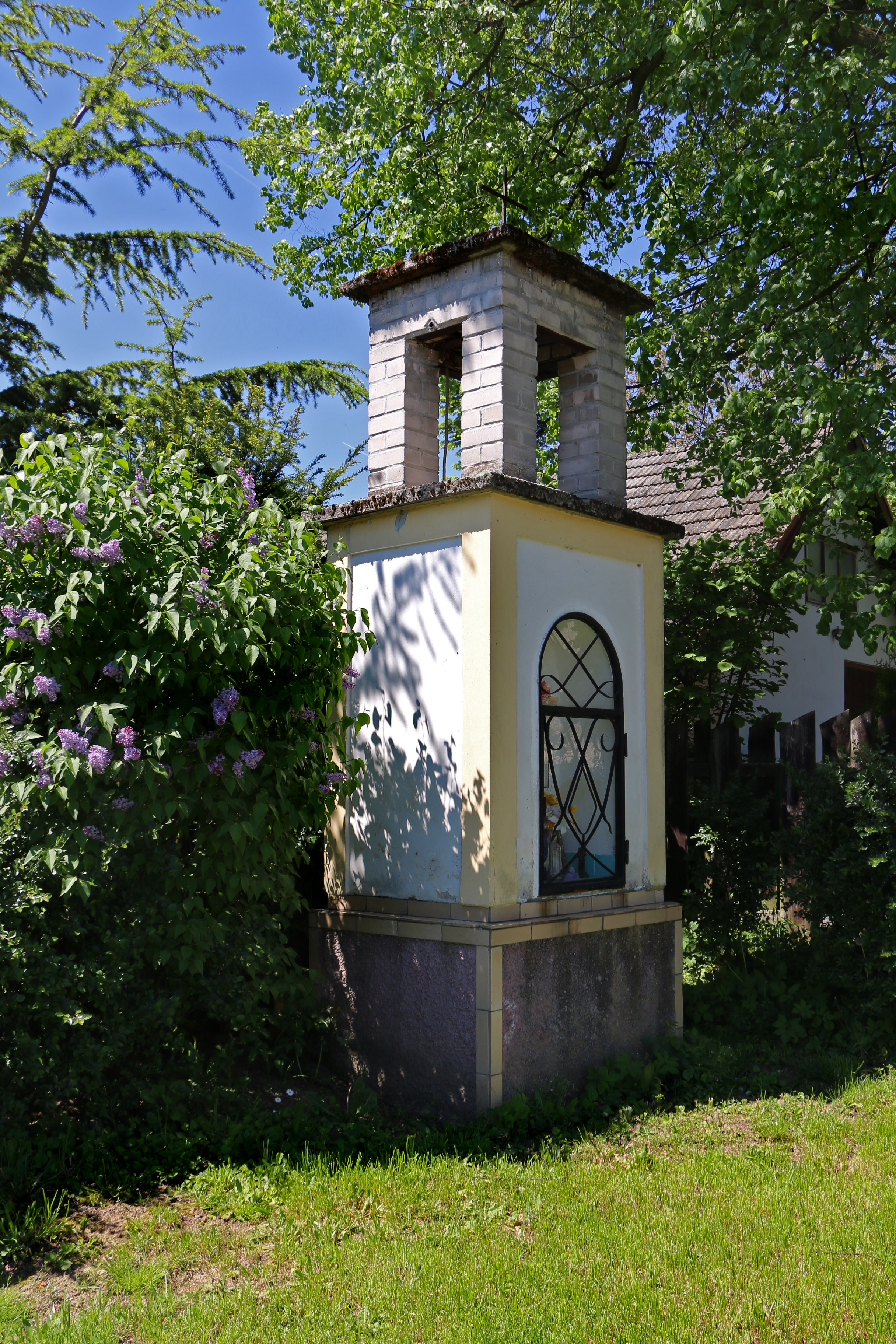
Monumentale klokkentoren (2017)